# Марсель Евальд
Марсель Евальд (нім. Marcel Ewald; нар. 29 червня 1983, Карлсруе) — німецький борець вільного стилю, срібний та бронзовий призер чемпіонатів Європи, срібний призер Європейських ігор.

## Біографія
Боротьбою займається з 1987 року.
Виступає за спортивний клуб «SV Germania» Вайнгартен.

## Спортивні результати на міжнародних змаганнях

### Виступи на Чемпіонатах світу
| Змагання                        | Збірна    | Вагова категорія          | Місце |
| ------------------------------- | --------- | ------------------------- | ----- |
| Чемпіонат світу з боротьби 2005 | Німеччина | вільна боротьба, до 55 кг | 26    |
| Чемпіонат світу з боротьби 2007 | Німеччина | вільна боротьба, до 55 кг | 32    |
| Чемпіонат світу з боротьби 2010 | Німеччина | вільна боротьба, до 60 кг | 23    |
| Чемпіонат світу з боротьби 2011 | Німеччина | вільна боротьба, до 55 кг | 29    |
| Чемпіонат світу з боротьби 2013 | Німеччина | вільна боротьба, до 55 кг | 11    |
| Чемпіонат світу з боротьби 2014 | Німеччина | вільна боротьба, до 57 кг | 18    |
| Чемпіонат світу з боротьби 2015 | Німеччина | вільна боротьба, до 57 кг | 32    |

### Виступи на Чемпіонатах Європи
| Змагання                         | Збірна    | Вагова категорія          | Місце  |
| -------------------------------- | --------- | ------------------------- | ------ |
| Чемпіонат Європи з боротьби 2005 | Німеччина | вільна боротьба, до 55 кг | 9      |
| Чемпіонат Європи з боротьби 2006 | Німеччина | вільна боротьба, до 55 кг | 16     |
| Чемпіонат Європи з боротьби 2007 | Німеччина | вільна боротьба, до 55 кг | Срібло |
| Чемпіонат Європи з боротьби 2010 | Німеччина | вільна боротьба, до 55 кг | Бронза |
| Чемпіонат Європи з боротьби 2011 | Німеччина | вільна боротьба, до 60 кг | 5      |
| Чемпіонат Європи з боротьби 2016 | Німеччина | вільна боротьба, до 57 кг | 16     |

### Виступи на Європейських іграх
| Змагання              | Збірна    | Вагова категорія          | Місце  |
| --------------------- | --------- | ------------------------- | ------ |
| Європейські ігри 2015 | Німеччина | вільна боротьба, до 57 кг | Срібло |

### Виступи на інших змаганнях
| Змагання                                                       | Збірна    | Вагова категорія          | Місце  |
| -------------------------------------------------------------- | --------- | ------------------------- | ------ |
| Гран-прі Німеччини з боротьби 2003                             | Німеччина | вільна боротьба, до 55 кг | 5      |
| Гран-прі Німеччини з боротьби 2005                             | Німеччина | вільна боротьба, до 55 кг | 7      |
| Гран-прі Німеччини з боротьби 2006                             | Німеччина | вільна боротьба, до 55 кг | 5      |
| Чемпіонат світу з боротьби серед військовослужбовців 2006      | Німеччина | вільна боротьба, до 55 кг | 5      |
| Гран-прі Німеччини з боротьби 2007                             | Німеччина | вільна боротьба, до 55 кг | 10     |
| Олімпійський кваліфікаційний турнір з боротьби 2008 (Мартіні)  | Німеччина | вільна боротьба, до 55 кг | 5      |
| Олімпійський кваліфікаційний турнір з боротьби 2008 (Варшава)  | Німеччина | вільна боротьба, до 55 кг | 10     |
| Гран-прі Німеччини з боротьби 2008                             | Німеччина | вільна боротьба, до 55 кг | Бронза |
| Гран-прі Німеччини з боротьби 2009                             | Німеччина | вільна боротьба, до 55 кг | Срібло |
| Гран-прі Німеччини з боротьби 2010                             | Німеччина | вільна боротьба, до 60 кг | 8      |
| Чемпіонат світу з боротьби серед військовослужбовців 2010      | Німеччина | вільна боротьба, до 60 кг | 8      |
| Гран-прі Іспанії з боротьби 2011                               | Німеччина | вільна боротьба, до 55 кг | 7      |
| Меморіал Іона Корнеану 2011                                    | Німеччина | вільна боротьба, до 55 кг | Срібло |
| Cerro Pelado International 2012                                | Німеччина | вільна боротьба, до 55 кг | 5      |
| Олімпійський кваліфікаційний турнір з боротьби 2012 (Софія)    | Німеччина | вільна боротьба, до 55 кг | 5      |
| Гран-прі Німеччини з боротьби 2013                             | Німеччина | вільна боротьба, до 55 кг | Бронза |
| Меморіал Вацлава Циолковського 2013                            | Німеччина | вільна боротьба, до 55 кг | 5      |
| Турнір Олександра Медведя 2014                                 | Німеччина | вільна боротьба, до 57 кг | 28     |
| Гран-прі Німеччини з боротьби 2014                             | Німеччина | вільна боротьба, до 57 кг | 5      |
| Чемпіонат світу з боротьби серед військовослужбовців 2014      | Німеччина | вільна боротьба, до 61 кг | 5      |
| Відкритий кубок Монголії з боротьби 2015                       | Німеччина | вільна боротьба, до 57 кг | 10     |
| Турнір Дана Колова — Николи Петрова 2015                       | Німеччина | вільна боротьба, до 57 кг | 5      |
| Турнір міста Сассарі 2015                                      | Німеччина | вільна боротьба, до 57 кг | Бронза |
| Меморіал Іона Корнеану 2015                                    | Німеччина | вільна боротьба, до 57 кг | Бронза |
| Всесвітні ігри військовослужбовців 2015                        | Німеччина | вільна боротьба, до 57 кг | 12     |
| Золотий Гран-прі з боротьби 2015                               | Німеччина | вільна боротьба, до 57 кг | 11     |
| Турнір Олександра Медведя 2016                                 | Німеччина | вільна боротьба, до 57 кг | 20     |
| Олімпійський кваліфікаційний турнір з боротьби 2016 (Зренянин) | Німеччина | вільна боротьба, до 57 кг | 16     |
| Олімпійський кваліфікаційний турнір з боротьби 2016 (Стамбул)  | Німеччина | вільна боротьба, до 57 кг | 12     |
| Гран-прі Німеччини з боротьби 2016                             | Німеччина | вільна боротьба, до 57 кг | Бронза |
| Чемпіонат світу з боротьби серед військовослужбовців 2016      | Німеччина | вільна боротьба, до 57 кг | 5      |

### Виступи на змаганнях молодших вікових груп
| Змагання                                       | Збірна    | Вагова категорія          | Місце |
| ---------------------------------------------- | --------- | ------------------------- | ----- |
| Чемпіонат Європи з боротьби серед юніорів 2002 | Німеччина | вільна боротьба, до 50 кг | 6     |
| Чемпіонат світу з боротьби серед юніорів 2003  | Німеччина | вільна боротьба, до 50 кг | 11    |